# Bras d'Henri
Pour les articles homonymes, voir Bras et Henri.
Le Bras d'Henri est un affluent de la rivière Beaurivage laquelle est un affluent de la rive ouest de la rivière Chaudière (versant de la rive sud du fleuve Saint-Laurent). Il coule dans la municipalité de Saint-Elzéar, de Saint-Bernard, Saint-Narcisse-de-Beaurivage, dans le secteur Saint-Étienne-de-Lauzon de la ville de Lévis et Saint-Gilles, dans la municipalité régionale de comté (MRC) de Lotbinière, dans la région administrative de Chaudière-Appalaches, au Québec, au Canada.

## Géographie
Les principaux bassins versants voisins de la rivière Bras d'Henri sont :
- côté nord : rivière Beaurivage, rivière Chaudière, rivière Cugnet ;
- côté est : ruisseau Malbrook, rivière Chaudière rivière Vallée, rivière Savoie ;
- côté sud : rivière Beaurivage ;
- côté ouest : rivière aux Pins, rivière Noire, rivière Rouge, rivière Beaurivage.

Le Bras d'Henri prend sa source dans la municipalité de Saint-Elzéar (La Nouvelle-Beauce) à 4,2 km à l'ouest du centre du village. Cette zone de tête est située au nord de la route 216, au nord de la tête de la rivière Savoie (affluent de la rivière Richelieu) et à 5,5 km au sud-est de la rivière Chaudière. 
À partir de sa source, la rivière Bras d'Henri coule surtout en zones agricoles sur 32,5 km répartis selon les segments suivants :
- 3,0 km vers le nord-ouest, dans Saint-Elzéar (La Nouvelle-Beauce), jusqu'à la limite de Saint-Bernard ;
- 2,0 km vers le nord-ouest, jusqu'à la route du rang Saint-Henri ;
- 4,6 km vers le nord, jusqu'à la route du rang Saint-Georges-Ouest ;
- 4,1 km vers le nord dans Saint-Bernard, jusqu'à la limite de Saint-Narcisse-de-Beaurivage ;
- 2,1 km vers le nord-ouest, jusqu'à une route ;
- 5,1 km vers le nord-ouest, jusqu'à la limite de Saint-Étienne-de-Lauzon ;
- 0,3 km vers l'ouest, dans Saint-Étienne-de-Lauzon, jusqu'à la limite de Saint-Narcisse-de-Beaurivage ;
- 4,5 km vers le sud-ouest, jusqu'à la route 218 (soit à la confluence du Petit bras d'Henri (venant du sud)) lequel draine le village de Saint-Narcisse-de-Beaurivage ;
- 4,8 km vers le nord, jusqu'à une route ;
- 2,0 km vers le nord-ouest, jusqu'à sa confluence.

Le Bras d'Henri se déverse sur la rive Est de la rivière Beaurivage à 4,1 km (en ligne directe) au nord du village de Saint-Gilles et au sud du hameau "Pointe-Saint-Gilles".

## Toponymie
Le toponyme "Bras d'Henri" a été officialisé le 5 décembre 1968 à la Commission de toponymie du Québec.